# Ötztaler Ache
L'Ötztaler Ache est une rivière située dans le land du Tyrol à l'ouest de l'Autriche, et un affluent droit de l'Inn, donc un sous-affluent du Danube.

## Parcours
Elle coule dans la vallée d'Ötztal avec une longueur de 42 km. Elle se jette dans l'Inn depuis sa rive droite à 8 km à l'est de Imst.
Ses eaux dangereuses ont inondé la vallée à de nombreuses reprises mais elle reste un endroit recherché par les amateurs de rafting.